# Liebig Peak
Der Liebig Peak ist ein 2245 m hoher Berg der Protector Heights auf der zur Loubet-Küste gehörenden Pernik-Halbinsel des Grahamlands im Norden der Antarktischen Halbinsel. Der Berg ist sowohl von der Darbel Bay als auch vom Lallemand-Fjord gut einsehbar.
Luftaufnahmen der Falkland Islands and Dependencies Aerial Survey Expedition (1956–1957) dienten seiner Kartierung. Das UK Antarctic Place-Names Committee benannte ihn 1960 nach dem deutschen Chemiker Justus von Liebig (1803–1873).